# Innichen
San Candido (Innichen) é uma comuna italiana da região do Trentino-Alto Ádige, província de Bolzano, com cerca de 3.099 habitantes. Estende-se por uma área de 80 km², tendo uma densidade populacional de 39 hab/km². Faz fronteira com Dobbiaco, Sesto.
É a cidade-natal do tenista Jannik Sinner.

## Demografia
| Variação demográfica do município entre 1861 e 2011                               |
|                                                                                   |
| Fonte: Istituto Nazionale di Statistica (ISTAT) - Elaboração gráfica da Wikipedia |

### Distribuição linguística
De acordo com o censo de 2011 census, 85,06% dos habitantes são falantes maternos do alemão, 14,64% do italiano e 0,30% ladino-dolomítico
.